# 東京ドドンパ娘
「東京ドドンパ娘」（とうきょうドドンパむすめ）は、渡辺マリのシングル。1961年発売。

## 概要
表題曲「東京ドドンパ娘」は、ドドンパのリズムにのせたリズム歌謡でありポップス。ドドンパは日本のリズム都々逸と洋楽のリズムマンボ（もしくはルンバという説もあり）が融合したもので、
「ンパ、タタタドド」という三連音符のリズムと渡辺のパンチの効いた歌声、熱い初恋の歌詞がマッチしてミリオンセラーを記録し、その後続々とドドンパ歌謡が登場して日本全国に「ドドンパブーム」が到来した。昭和の歌謡史を彩るジャンル・ポップスの1つである。その後も井上陽水や倉橋ヨエコなど、多くの歌手がカヴァーしている。桜たまこの「東京娘」は続編的ポップス。

## 収録曲
1. 東京ドドンパ娘
  - 作詞：宮川哲夫、作曲：鈴木庸一、編曲：寺岡真三
2. 恋愛0米（ゼロメーター）
  - 作詞：宮川哲夫、作曲：鈴木庸一、編曲：小沢直与

## 映画
『東京ドドンパ娘』（とうきょうドドンパむすめ）1961年5月13日に公開された日活製作の日本の映画である。監督は井田探。東京ドドンパ娘をモチーフに製作され、渡辺マリも歌手渡井マリ役で出演した。

## キャスト
- 沢本忠雄 : 並木五郎
- 香月美奈子 : 吉田京子
- 渡辺マリ : 渡井マリ
- 田代みどり : 鶴野恵美
- 逗子とんぼ : 三宅
- 嵯峨善兵 : 鶴野亀三郎
- 小園蓉子 : 鶴野郁代
- 森川信 : 小松専務
- 神戸瓢介 : 木原部長
- 由利徹 : 悪津
- 河上信夫 : 竹造
- 山田禅二 : 松造
- 三国一朗 : 池田
- 水森亜土 : 美鳩ゆかり
- 宮川敏彦 : 大林
- 武智豊子 : おうめ
- 玉村駿太郎 : 藤田
- 大庭喜儀 : 堀本
- 井田武 : 長嶋
- 三笠謙 : 河野
- 野呂圭介 : 支配人

## カヴァーした歌手
東京ドドンパ娘
- えりこ（1981年、シングル）
- サンディー（曲名は「SISTER DODOMPA」。1992年1月22日発売のアルバム『PACIFICA』に収録）
- 石川さゆり（1993年12月17日発売のアルバム『二十世紀の名曲たち -第三集-』収録）
- 井上陽水（2001年5月30日発売のアルバム『UNITED COVER』収録）
- 倉橋ヨエコ（2002年9月27日発売のシングル「人間辞めても」収録）
- Umekichi（2004年2月21日発売のアルバム『蔵出し名曲集〜リローデッド〜』収録）
- 桑田佳祐（2016年11月30日発売のBlu-ray・DVD『THE ROOTS 〜偉大なる歌謡曲に感謝〜』収録）
- 高橋真麻（本人MCの「真麻のドドンパッ!」（BS日テレ）のテーマ曲として使用している。）

## PV
- 倉橋ヨエコのMVでは、昭和30年代をモチーフにした、モンティパイソンを思わせるコラージュ的パロディーになっている。